# Александровские ворота (Рига)
Алекса́ндровские воро́та (латыш. Aleksandra vārti; в некоторых источниках Александровская триумфальная арка) — памятник архитектуры в городе Риге (Латвия). Расположены у входа в сад Виестура, на улице Ханзас. Являются охраняемым памятником культуры государственного значения.
Строительство ворот велось с 1815 по 1817 год, в целях увековечения победы российского императора Александра I над Наполеоном в Отечественной войне 1812 года. Работами по их созданию занимался мастер Иоганн Даниэль Готфрид.

## Архитектура
Ворота представляют собой сооружение в стиле классицизма, по обобщённому прототипу римских триумфальных арок, что соответствовало общему художественному направлению эпохи. Их размеры:
- Высота — 10,1 м
- Ширина — 9,7 м
- Глубина — 5,5 м
- Ширина проезда — 4,25 м

Арка украшена колоннами ионического ордера, а также акцентирована карнизами, сделанными из песчаника. С обеих сторон Александровские ворота украшены четырьмя эмблематическими круглыми медальонами из бронзы с аллегорическими изображениями войны и мира. Спереди, с наружной стороны, на медальоне слева изображена пальмовая ветвь, на медальоне справа — меч и лавровый венок. С внутренней стороны (со стороны парка) на медальоне справа изображён якорь, а на левом медальоне — рог изобилия.

## История изменений местоположения
Первоначально Александровские ворота были расположены у границы города, в самом начале Петербургской дороги, которая соответствовала современной улице Бривибас (бывшей Александровской). Сами ворота располагались в том месте, где в настоящее время находится Воздушный мост. В 1904 году, при подготовке к строительству моста, ворота было решено переместить в район улицы Шмерля. Уже в 1936 году было решено перенести арку ко входу в сад Виестура, где она располагается и сегодня.